# ام دابراک
ام دابراک (به آلمانی: Am Dobrock) یک منطقهٔ مسکونی در آلمان است که در نیدرزاکسن واقع شده‌است.

## خصوصیات
ام دابراک ۱۷۸٫۱۱ کیلومترمربع مساحت دارد ۵ متر بالاتر از سطح دریا واقع شده‌است.